# A Magyar Királyi Operaház Könyvtára
A Magyar Királyi Operaház Könyvtára egy 19. század végi magyar zeneművészeti könyvsorozat volt. A Pfeifer Ferdinánd kiadásában Budapesten megjelent 30–100 oldalas kötetek (füzetek) korabeli nevezetes operaművek szövegét tartalmazták a nagyközönség számára:
- 1. Bánk-bán. Eredeti opera 3 felv. Irta Egressy Benjamin. Zenéjét szerzé Erkel Ferencz. (36 l.)
- 2. Faust. Opera 5 felv. Goethe után irták Barbier Gyula és Carré Mihály. Ford. Ormai. Zenéje Gounod Károlytól. (38 l.)
- 3. Próféta. Opera 5 felv. Irta Scribe. Ford. Egressy B. és Szerdahelyi K. Zenéjét szerzé Meyerbeer Jakab. (43 l.)
- 4. Tévedt nő. (Traviata.) Opera 4 felv. Irta Piave F. M. Ford. Pataki J. Zenéjét szerzé Verdi J. (42 l.)
- 5. Tell Vilmos. Nagy opera 4 felv. Szövegét irta John és Bis. Ford. Nádaskay Lajos. Zenéjét szerzé Rossini. (47 l.)
- 6. István király. Opera 4 felv. Szövegét Dobsa Lajos «Első István király» czimű tragoediája nyomán irta Váradi Antal. Zenéjét szerzé Erkel Ferencz. (38 l.)
- 7. Hagbarth és Signe. Regényes opera 3 felv. Szövegét irta Stern Adolf. Forditotta Váradi Antal. Zenéjét szerzé Mihalovich Ödön. (53 l.)
- 8. Lammermoori Lucia. Opera 3 szakaszban. Irta Cammarano. Zenéjét Donizetti Kajetán. Olaszból ford. Egressy Béni. (20 l.)
- 9. Hamlet. Nagy opea 5 felv. Irták Carré és Barbier. Zenéjét szerzette Thomas Ambrus. Ford. Böhm Gusztáv. (28 l.)
- 10. Zsidó nő. Nagy opera 5 felvonásban. Irta Scribe F. Fordította Jakab István. Zenéjét szerzé Halevi. (47 l.) 1886.
- 11.  Az Abenszeradzs. Eredeti nagy opera 4 felv. Szövege Chateaubriand után Bartók Lajostól. Zenéjét szerzette Sárosi Ferenc. (35 l.) 1886.
- 12. Aida. Dalmű 4 felvonásban. Irta Ghislauzoni Antal. Olaszból fordította Ormai Ferenc. Zenéjét szerzé Verdi G. (36 l.)
- 13. Hunyady László. Eredeti opera 4 felv. Irta Egressi Béni. Zenéjét szerzé Erkel Ferenc. (32 l.) 1886.
- 14. A portic-i néma. Dalmű 5 felv. Irta SRDibe. Ford. Szilágyi Pál. Zenéjét szerzé Auber. (40 l.) 1886.
- 15. Norma. Opera 2 felv. Irta Romani. Ford. Szerdahelyi József. Zenéjét szerzé Bellini. (32 l.) 1886.
- 16. Az alvajáró. Dalmű 3 felvonásban. Irta Romani. Ford. Deáky F. Sámuel. Zenéjét szerzé Bellini. (32 l.) 1886.
- 17. Rigoletto. Opera 4 felv. Irta Piave F. M. Olaszból ford. Nádaskay Lajos. Zenéjét szerzé Verdi József. (42 l.) 1886.
- 18. Mártha, vagy: a richmondi vásár. Regényes vig opera 4 felv. Irta Friedrich. Ford. Szerdahelyi. Zenéjét szerzé Flotow. (52 l.)
- 19. A troubadour. Opera 4 felvonásban. Irta Cammarano Salvator. Olaszból fordította Nádaskay Lajos. Zenéjét szerzé Verdi József. (40 l.) 1886.
- 20. Az álarcos bál. Nagy opera 5 felv. Olaszból ford. Böhm Gusztáv. Zenéjét szerzé Verdi József. (44 l.) 1886.
- 21. A fekete dominó. Vig dalmű 3 felv. Irta SRDibe. Ford. Lengyel Dániel. Zenéjét szerzé Auber. (64 l.) 1886.
- 22.  Borgia Lucrezia. Nagy dalmű 3 szakaszban. Irta Romani Felix. Olaszból ford. Jakab István. Zenéjét szerzé Donizetti Kajetán. (36 l.) 1886.
- 23. Merlin. Dalmű 3 felv. Irta Lipiner Szigfrid. Ford. Dóczi Lajos. Zenéjét szerzé Goldmark Károly. (47 l.) 1886.
- 24. Az afrikai nő. Opera öt felvonásban. Szövegét írta Scribe Jenő. Franciából fordította Böhm Gusztáv és Ormai Ferenc. Zenéjét szerzé Mayerbeer Giacomo. (52 l.) 1887.
- 25. Észak csillaga. Opera 3 felv. Szövegét írta SRDibe Jenő. Franciából ford. Havi Mihály. Zenéjét szerzé Meyerbeer Jakab. (64 l.) 1887.
- 26. Mari, az ezred leánya. Vig opera két felvonásban. Irta St. Georges. Fordította Egresi B. Zenéjét szerzé Donizetti Kajetán. (52 l.) 1887.
- 27. Jó éjt Pantalon ur! Vig opera egy felvonásban. Zenéjét írta Grysar Albert. Szövegét irták Löckrey és de Morvan. Franciából Ábrányi Emil. (44 l.) 1887.
- 28. Lakmé. Irták Gondinet és Gilles. Dalmű 3 felvonásban. Fordította Ábrányi Emil. Zenéjét írta Delibes Leo. (61 l.) 1887.
- 30. Udvari hangverseny. Vig dalmű egy felvonásban. Szövegét írta SRDibe E. Zenéjét írta Auber E. Fordította Ábrányi Emil. (36 l.) 1888.
- 31. A gyöngyhalászok. Opera három felvonásban. Szövegét irták E. Corman és M. Carré. Zenéjét írta Bizet Gy. M. Fordította Ábrányi Emil. (31 l.) 1888.
- 32. A Walkür. Irta Wagner Richard. Opera három felvonásban. Fordította Csiky Gergely. (92 l.) 1889.
- 33. A Rajna kincse. Opera négy képben. Irta és zenéjét szerzette Wagner Richard. Fordította Radó Antal. (52 l.) 1889.
- 34. Siegfried. Opera három felvonásban. Irta és zenéjét szerzette Wagner Richard. Fordította Radó Antal. (58 l.) 1889.
- 35. Lohengrin. Regényes dalmű 3 felvonásban. Szövegét és zenéjét írta Wagner Richard. Fordiottták Böhm Gusztáv és Ormay Ferenc. (45 l.) 1889.
- 36. ?
- 37. Templomos és zsidónő. Opera 3 felvonásban. Zenéjét írta Marschner Henrik. Szövegét írta Wohlbürck. Fordította Radó Antal. (47 l.) 1890.
- 38. Azrael. Legenda 4 felvonásban. Irta Fontana Ferdinánd. Fordította Radó Antal. Zenéjét szerzette Franchetti Albert. (43 l.) 1890.
- 39. Parasztbecsület. Melodráma egy felvonásban. Zenéjét írta Mascagni Péter. Szövegét irták Targioni–Tozzetti és Menasci. Fordította Radó Antal. (15 l.) 1891.
- 40. A fegyverkovács. Vig opera 3 felvonásbna. Zenéjét írta Lorzting. Szövegét fordította Radó Antal. (77 l.) 1891.
- 41. Loreley. Dalmű töredék. Zenéjét írta Mandelssohn. Szövegét írta Geibel. Fordította Ábrányi Emil. (9 l.) 1891.
- 42. Szent Erzsébet legendája. Oratórium. Zenéjét írta Liszt Ferenc. Szövegét írta Roquette Ottó. Fordította Ábrányi Kornél. (22 l.)
- 43. Alienor. Dalmű 4 felvonás- és egy »Epilog«-ban. Zenéjét írta Hubay Jenő. Szövegét írta Várady Antal. (57 l.)
- 44. Fritz barátunk. Zenéjét írta Mascagni. Fordította id. Ábrányi Kornél. (33 l.) 1892.
- 45. Az Istenek alkonya. A »Nibelung gyűrűje« cimű trilógia harmadik napja. Zenéjét írta Wagner Richárd. Fordította Radó Antal. (80 l.) 1892.
- 46. Toldi. Zenedráma 3 felvonásban. Zenéjét írta Mihálovich Ödön. Szövegét Arany János eposza után Csiky Gergely és Ábrányi Emil. (64 l.) 1893.